# Leucanopsis daltoni
Leucanopsis daltoni là một loài bướm đêm thuộc phân họ Arctiinae, họ Erebidae.